# 11 d'abril
L'11 d'abril és el cent unè dia de l'any en el Calendari Gregorià i el cent dosè en els anys de traspàs. Queden 263 dies per a finalitzar l'any.

## Esdeveniments
Països Catalans
- 1864, Barcelona: al Teatre Odeon s'estrena L'esquella de la torratxa, de Serafí Pitarra, un dels primers èxits del teatre català.
- 1872, Barcelona: Les dues juntes respectives acorden fusionar l'Ateneo Catalàn amb el Centro Mercantil Barcelonés per fundar l'Ateneu Barcelonès.[1]
- 1978, València: el Consell del País Valencià hi celebra la primera sessió, un cop reinstaurada la Generalitat.[2]

Resta del món
- 217, Roma, Imperi Romà: Macrí s'autoproclama emperador romà, aprofitant l'assassinat de Caracal·la quan era de campanya contra l'Imperi Part.
- 491, Constantinoble: Flavi Anastasi es converteix en emperador romà d'Orient amb el nom d'Anastasi I.
- 1713, Utrecht, Països Baixos: Se signa la pau entre el Regne de la Gran Bretanya i el Regne de França, primer dels Tractats d'Utrecht, per donar fi als conflictes provocats per la Guerra de Successió Espanyola.[3]
- 1814, Castell de Fontainebleau, França: Napoleó Bonaparte és obligat a abdicar i exiliar-se a l'illa d'Elba per la signatura del Tractat de Fontainebleau.[4]
- 1905, Berna, Suïssa: Albert Einstein publica un article sobre la relativitat especial.
- 1919, Versalles, França: Es funda l'Organització Internacional del Treball, en el marc de les negociacions del Tractat de Versalles, en finalitzar la Primera Guerra Mundial.[5]
- 1945, Buchenwald, Alemanya: El camp de concentració de Buchenwald és alliberat per les tropes americanes de l'exèrcit aliat.
- 1963, Ciutat del Vaticà: Joan XXIII publica l'encíclica Pacem in Terris.[6]
- 1970, Cap Canaveral, Estats Units: S'enlaira l'Apollo 13. Aquesta missió tindrà un accident dos dies després, tot i que la tripulació aconseguirà fer tornar la nau a la Terra en un èpic retorn.[7]
- 1973, San Juan (Puerto Rico): Es funda la Biblioteca Nacional de Puerto Rico
- 1977, Espanya: Gabriel Pita da Veiga y Sanz, ministre de Marina, dimiteix arran de la legalització del PCE dos dies abans.
- 2002, Veneçuela: Massacre del Puente Llaguno i cop d'estat liderat per l'empresari Pedro Carmona Estanga contra el govern constitucional d'Hugo Chávez.[8]
- 2006
  - Mahmud Ahmadinejad, president de l'Iran anuncia que l'Iran ha aconseguit enriquir urani.[9]
  - Madrid, Espanya: Reestructuració del govern socialista presidit per Zapatero. Es fa efectiva la renúncia de José Bono al càrrec de ministre de Defensa i la sortida de la ministra d'Educació, María Jesús Sansegundo i hi entren Alfredo Pérez Rubalcaba (Interior) i Mercedes Cabrera (Educació). José Antonio Alonso passa, de ser ministre d'Interior, a ministre de Defensa.
- 2011, Costa d'Ivori: Laurent Gbago, President del 2000 al 2011, fou capturat i deposat del càrrec.
- 2019, el Servei de Policia Metropolitana londinenca entra i deté a l'ambaixada equatoriana el programador i activista Julian Assange.[10]

## Naixements
Països Catalans
- 1832 - València: Rafael Maria Liern i Cerach, dramaturg valencià (m. 1897).[11]
- 1878 - Barcelona: Pau Maria Turull i Fournols, escriptor i advocat català (m. 1972).
- 1904 - Barcelona: Pepita Barba –després Josefa Barba-Gosé Flexner–, científica catalana que el 1937 s'exilià als Estats Units (m. 2000).[12]
- 1910 - Sant Andreu de Palomar, Barcelona: Antònia Pich i Santasusana, pianista, violinista, professora de música i escriptora (m. 1990).[13]
- 1926 - Barcelona: Estanislau Torres i Mestres, escriptor català.[14]
- 1932 - Barcelona: Rosa Guiñón i Soro, actriu catalana de doblatge i videojocs (m. 2022).[15]
- 1944 - Argentona: Maria del Carme Famadas, jugadora de basquetbol catalana.[16]
- 1950 - Sabadell: Maria Dolors Calvet i Puig, urbanista, periodista i política catalana. Participà en la Comissió dels Vint encarregada de redactar el text de l'Estatut d'Autonomia de Catalunya de 1979.[17]
- 1969- Barcelona: Oriol Junqueras i Vies, president d'Esquerra Republicana de Catalunya i vicepresident de la Generalitat de Catalunya entre 2016 i 2017.
- 1970 - Barcelona: Mar Regueras, actriu de cinema, teatre i televisió catalana.[18]
- 1977 - Tarragona: Núria Solé, periodista catalana.[19]
- 1997 - Tavernes de la Valldigna, Safor: Empar Fèlix Tur, ciclista valenciana.

Resta del món
- 1666 - Milà, Ducat de Milà: José Patiño y Rosales, ministre de Felip V d'Espanya, superintendent de Catalunya, uns dels inspiradors del Decret de Nova Planta i organitzador del nou sistema fiscal de Catalunya (el cadastre) (m. 1736).
- 1713 - Danzig: Luise Gottsched, escriptora, pionera del teatre alemany modern (m. 1762).[20]
- 1749 - París: Adelaïde Labille-Guiard, pintora francesa de temes històrics i retrats, membre de l'Acadèmia (m. 1803).[21]
- 1761 - Königsbergː Elisabeth von Staegemann, escriptora, pintora i salonnière alemanya.[22]
- 1825 - Breslau, actual Wrocław, (Polònia): Ferdinand Lassalle, advocat i polític socialista alemany (m. 1864).[23]
- 1831 - Oostende: Euphrosine Beernaert, pintora de paisatge neerlandesa (m. 1901).[24]
- 1889 - Nova Orleans, Louisiana: Dominic James La Rocca, músic de jazz que tocava la corneta i la trompeta (m. 1961).
- 1900 - Kassa, Hongria, avui dia Košice, Eslovàquia: Sándor Márai escriptor hongarès (m. 1989).[25]
- 1905 - Budapest: Attila József, poeta hongarès (m. 1937).[26]
- 1906 - South Bend, Indiana, Estats Units: Dale Messick, artista de còmics estatunidenca (m. 2005).[27]
- 1909 - Madrid: Carmen Caamaño Díaz, historiadora, política i dirigent del PCE (m. 2006).[28]
- 1910 - Estremoz, Portugal: António de Spínola, militar i polític portuguès, va ser el 15è president de la República Portuguesa.(m. 1996).[29]
- 1916 - Ginebra (Suïssa): Alberto Ginastera, compositor de música clàssica argentí (m. 1983).[30]
- 1932 - Cleveland (Ohio), Estats Units: Joel Grey actor estatunidenc.
- 1934 - Summerside, Canadà: Mark Strand poeta, assagista i traductor estatunidenc (m. 2014).[31]
- 1935 - 
  - Elst, Països Baixos: Pierre Kartner, conegut com a Pare Abraham, músic, cantant i compositor.
  - Newark, Estats Units: Judith Reisman, escriptora, activista contra la pornografia i l'assetjament sexual de dones i nens.
- 1937 - San Cloyo, Oviedo: Josefina Martínez, catedràtica de literatura espanyola, fundadora de l'Acadèmia de la Llingua Asturiana.
- 1938 - Buir, Colònia, Alemanya: Kurt Moll, cantant de la corda de baixos.
- 1940 - Brooklyn, Nova York: Marcia Tucker, historiadora d'art, crítica d'art i conservadora de museus (m. 2006).
- 1947 - París: Dominique Issermann, fotògrafa francesa que ha treballat principalment en la moda i la publicitat.[32]
- 1941 - Cheshire, Anglaterra: Shirley Stelfox, actriu britànica (m. 2015).[33]
- 1951 - Buenos Aires: Gato Pérez, músic català d'origen argentí, destacà especialment en la rumba catalana (m. 1990).[34]
- 1958 - Maputo: Luísa Dias Diogo, economista i política moçambiquesa, Primera Ministra des del 2004 fins al 2010.[35]
- 1981 - Erechim, Rio Grande do Sul, Brasil: Alessandra Ambrosio, model brasilera.

## Necrològiques
Països Catalans
- 1931 - Barcelona: Teresa Claramunt i Creus, dirigent anarcosindicalista catalana (n. 1862).[36]
- 1945 - Barcelona: Alfons Sala i Argemí, industrial, advocat i polític català.
- 1993 - Montanejos, Alt Millars: Guillem Agulló i Salvador, un jove valencià d'esquerres i independentista, és assassinat a ganivetades per un grup d'extrema dreta. Posteriorment, qui va ser declarat el seu assassí, Pedro Cuevas, es presentà a la llista electoral de les Eleccions Municipals de 2007 a Xiva pel partit neonazi Alianza Nacional.
- 2016 - Barcelona: Teresa Roca i Formosa, destacada promotora social i cultural catalana (n. 1925).

Resta del món
- 1514 - Roma: Donato d'Angelo Bramante conegut simplement per Bramante, arquitecte del Renaixement (n. 1444)[37]

- 1564 - Bergen op Zoom, ducat de Brabant: Robert de Berghes, príncep-bisbe del principat de Lieja.
- 1868 - Margate: Emma Romer, soprano britànica líder al segle xix, productora i gerent de teatre (n. 1814).[38]
- 1890 - Londres, Regne Unit: Joseph Merrick, conegut com L'Home Elefant. Mor desnucat a causa del pes del seu gran crani deformat per la síndrome de Proteu (n. 1862).[39]
- 1903 - Lucca: Gemma Galgani, jove mística venerada com a santa per l'Església catòlica. (n. 1878).[40]
- 1918 - Viena (Àustria): Otto Wagner, arquitecte austríac (n. 1841).[41]
- 1933 - Buenos Aires: Amanda Campodónico, cantant argentina (n. 1879).[42]
- 1945 - Dorking (Anglaterra): Frederick John Dealtry Lugard, 1r Baró de Lugard, conegut com a Sir Frederick Lugard entre 1901 i 1928, fou un soldat, mercenari, explorador d'Àfrica i administrador colonial britànic (n. 1858).[29]
- 1956 - Nashville, Tennessee: Zilphia Horton, música, educadora, activista pels drets civils i folklorista (n. 1910).
- 1970: Victor Carton Vidal, polític irlandès.[43]
- 1974: Grete von Urbanitzky-Passini, escriptora i compositora austríaca.
- 1977 - Omonville-la-Petite, Manche,(França): Jacques Prévert, poeta, autor teatral i guionista cinematogràfic francès. (n. 1900).[44]
- 1983 - Newport Beach, Califòrnia, Estats Units: Dolores del Río, actriu de cinema mexicana (n. 1904).[45]
- 1985 - Tirana (Albània): Enver Hoxha, polític albanès.(n. 1908).[29]
- 1987 - Torí (Itàlia): Primo Levi, escriptor italià d'origen jueu (n. 1919)[46]
- 2007 - Nova York (els EUA): Kurt Vonnegut, escriptor nord-americà (n. 1922).[47]
- 2009 - Xixón, Astúries: Corín Tellado, escriptora espanyola (n. 1927).[48]
- 2015 - Santiago: Adelina Gutiérrez, professora, científica i acadèmica xilena, pionera de l'astrofísica al seu país (n. 1925).
- 2024 - Las Vegas: O. J. Simpson, The Juice, jugador de futbol americà (n. 1947),

## Festes i commemoracions
- Festa local de la Vall de Bianya, a la comarca de la Garrotxa
- Festa local de Llívia, a la comarca de la Cerdanya
- Onomàstica: sants Felip de Gortina, bisbe; Barsanufi i Joan de Gaza, eremites (s. VI); Estanislau de Cracòvia, bisbe; Isaac el Monjo, monjo; Gemma Galgani, verge; beat Rainier d'Osnabrück, anacoreta; beates Sança de Portugal i de Barcelona, monja, i Elena Guerra, fundadora de les Oblates de l'Esperit Sant.